# João Caetano Flores
João Caetano Flores (Fajã dos Vimes, 9 de Setembro de 1930 — Ribeira Chã, 2 de Dezembro de 1998) foi um sacerdote católico e activista social que se distinguiu na liderança da pequena comunidade da Ribeira Chã, ilha de São Miguel, Açores. Foi membro fundador e direigente de várias associações, entre elas a Confraria do Vinho Verdelho dos Biscoitos, e colaborador assíduo da imprensa periódica açoriana.

## Biografia
Nasceu no lugar da Fajã dos Vimes, freguesia da Ribeira Seca, na ilha de São Jorge, filho de João Caetano dos Santos e de Francisca Elvira Flores, um casal de agricultores.
Matriculou-se em 1943 no Seminário Episcopal de Angra, celebrando ali a sua primeira missa a 22 de Maio de 1956. A 9 de Dezembro daquele ano foi colocado como cura do lugar da Ribeira Chã, na ilha de São Miguel, iniciando a sua carreira sacerdotal. Muito por sua influência, o curato de São José da Ribeira Quente, então dependente da paróquia de Água de Pau, seria elevado em 1966 a paróquia autónoma e pouco depois a freguesia civil.
Dotado de grande capacidade de liderança e trabalho,liderou em 1962 o processo que levaria à construção de uma nova igreja paroquial, encomendando um projecto, na altura considerado pouco convencional, ao arquitecto Eduardo Read Teixeira (1914-1996), no qual incluiu arte decorativa de Tomás Borba Vieira e Álvaro França. À construção da igreja seguiu-se o salão paroquial, inaugurado em 1965. Entre as suas iniciativas contam-se o Dispensário Materno-Infantil, instituição com um jardim-de-infância pioneiro na educação pré-escolar nosAçores, o Museu de Arte Sacra e Etnografia, a Casa Museu Maria dos Anjos Melo e o Quintal Etnográfico e de Endemismo Açórico.
O padre Flores é lembrado no toponímia e patrono da antiga escola básica da freguesia da Ribeira Chã, que ostentava o nome de EB1/JI Padre João Caetano Flores, estando neste momento convertida no Centro Comunitário Padre João Caetano Flores.